# Ґудзик Клара Пилипівна
Кла́ра Пили́півна Ґу́дзик (*10 вересня 1930, Степанівка Донецька область — †9 січня 2011) — українська журналістка, релігійна публіцистка, громадська діячка, філософиня. Інженер-електрик, кандидат технічних наук, доцент, авторка 40 наукових праць. Довголітня співробітниця та релігійна аналітикиня київської газети «День».

## Біографія
Народилася 1930 року в Донецькій обл.
З 1949 р. по 1954 р. навчалася в Київському політехнічному інституті.
Працювала інженеркою, перекладачкою, керівницею обчислювального центру, доценткою кафедри АСУ Донецького комерційного інституту. Кандидат технічних наук (1977, Інститут кібернетики), авторка близько 40 друкованих праць із питань використання комп'ютерів.
З 1996 року працювала в газеті «День» із першого її числа, ведучи колонку на восьмій шпальті п'ятничного номера.
Запровадила тему релігії до світських ЗМІ України як, на її думку, одного «з вагомих проявів суспільного життя». Зустрічалася з папою Іваном Павлом ІІ.
Володіла англійською, німецькою, французькою, польською мовами.

## Родина
Сестра — Ґудзик Ірина Пилипівна — українська науковиця, докторка педагогічних наук.

## «Апокрифи Клари Ґудзик»
Збірник «Апокрифи Клари Ґудзик» за словами редактора «Дня» Лариси Івшиної, охоплює п'яту частину доробку публіцистки.
«Апокрифи Клари Ґудзик» — збірник статей та нарисів, опублікованих у газеті «День» протягом 1996—2005 років. Увагу автора привертають питання  суспільної моралі, міжлюдських стосунків, мовних проблем, теми: людина і природа, людина і церква. Книга має сім розділів: «Справи церковні — на зламі», «Суспільна мозаїка», «Погляд назад — миттєвості історії», «Кілька портретних етюдів», «Вітер далеких і близьких мандрів», «Пори року» та «Байки газети «День».

## Моральні настанови Клари Ґудзик[3]
- Бути відкритим на іншого!
- Поважати інших із великої любові до свого!
- Бути людиною з відкритим серцем!
- Не боятися!

## Пам'ять
У 2011 році газета «День» до свого 15-річчя видала серію марок із портретами духовних велетнів української журналістики. Серед них і марка з портретом Клари Ѓудзик.  Марія Семенченко, журналістка газети "День", обґрунтовуючи вибір редакції, зазначає:
Численні матеріали Клари Ґудзик, присвячені відносинам людини і церкви, людини і природи, стали знаковими для новітньої журналістики, дивуючи глибиною погляду та енциклопедичністю знань авторки.

## Виноски
1. ↑  «День» з сумом повідомляє про смерть журналістки газети Клари Ґудзик
2. ↑  «Апокрифи Клари Гудзик» — Слово до читачів. Автор: Лариса Івшина. Архів оригіналу за 16 червня 2021. Процитовано 13 березня 2021.
3. ↑  Юліана Лавриш. Моральні настанови Клари Гудзик. Архів оригіналу за 3 березня 2022. Процитовано 13 березня 2021.
4. ↑  Марія Семенченко. Данина пам’яті і вияв вдячності. Архів оригіналу за 1 березня 2022. Процитовано 13 березня 2021.
5. ↑  Видатні українські журналісти з'являться на марках. Архів оригіналу за 7 травня 2015. Процитовано 13 березня 2021.

## Публікації
- Апокрифи Клари Ґудзик / За загальною редакцією Л. Івшиної. — Київ, ЗАК «Українська прес-група», 2005. — 448 с. ISBN 966-8152-08-5 (Друге видання - 2014. — 544 с.)